# Shedd Aquarium
L'Acquario Shedd (o meglio John G. Shedd Aquarium) è un acquario pubblico di Chicago, Illinois negli Stati Uniti, aperto il 30 maggio 1930. L'acquario contiene oltre 25.000 pesci, ed è stato per qualche tempo il più grande acquario al coperto del mondo ed il primo acquario coperto ad avere una esibizione permanente di pesci d'acqua salata. Lo Shedd Aquariom contiene 1500 diverse specie di animali tra pesci, rettili, anfibi e mammiferi sia marini che terrestri.

## Storia

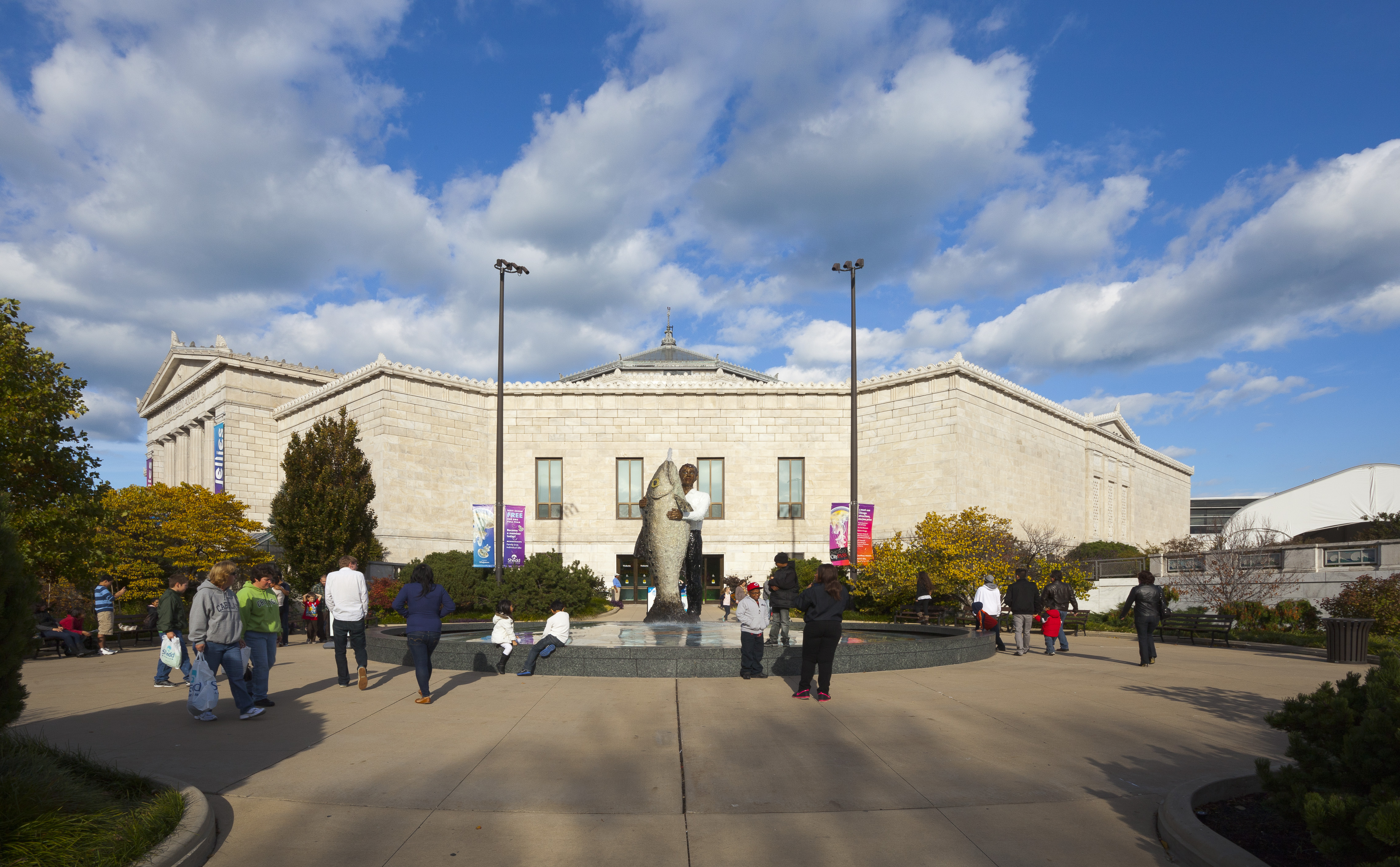
Scultura accanto all'acquario.

Lo Shedd Aquarium è stato "donato" alla città di Chicago dal secondo presidente della catena di grandi magazzini Marshall Field's, John G. Shedd, su progetto di Marshall Field. Anche se Shedd visse a lungo solo per vedere i primi disegni del progetto, la sua vedova Mary R. Shedd presenzio al taglio del nastro nella cerimonia ufficiale di inaugurazione avvenuta il 30 maggio 1930.
La costruzione dell'acquario è costata 3'000'000 dollari ed includeva 132 vasche espositiva. lavori di costruzione iniziarono il 2 novembre 1927 e si conclusero il 19 dicembre 1929, anche se la prima mostra aprì nel '30. Nel 1930 per otto volte dei vagoni cisterna fecero andata e ritorno per portare l'acqua marina da Key West a Chicago, per la prima mostra contemporanea di pesci d'acqua salata al mondo.
Nel 1971, l'Acquario, aggiunse una delle sezioni più famose, quella dedicata alla barriera corallina caraibica con un totale di 340 000 litri. Nello stesso anno lo Shedd Aquarium acquistò la sua prima nave da ricerca, di 23 metri, con il fine di esplorare i Caraibi, condurre ricerche e prelevare campioni.
Dal 1984 al 1994, il nipote del fondatore, John Shedd Reed, è stato il presidente del consiglio di amministrazione dell'acquario ed è rimasto fino alla sua morte, avvenuta nel 2008, un fiduciario. Dal '94 il presidente e amministratore delegato dell'acquario è Ted A. Beattie.
Nel 1991 l'acquario ha aperto l'Oceanarium, che ospita i mammiferi marini tra cui anche una colonia di Beluga e delfini. Con i suoi 11 milioni di litri questo è ila più grande vasca, al coperto, per mammiferi marini più grande al mondo.  Questa sezione ospita anche una colonia di lontre marine, il cui nucleo proviene dal salvataggio della fuoriuscita di petrolio dalla nave Exxon Valdez, avvenuto nel 1989. Questa sezione dell'acquario venne chiusa nell'autunno del 2008 per essere poi riaperta l'anno seguente.
La mostra permanente più recente è quella che riproduce il mare delle Filippine, è stata infitti inaugurata nel 2003. Situata tre livelli più in basso al corpo principale, contiene circa 2'8000'000 litri ed ospita, tra l'altro, una colonia di squali, coralli vivi che vengono anche coltivati.

## Zone Espositive

### Fiumi -Rivers
Questa sezione dell'Acquario ospita specie di pesci, anfibi e rettili che popolano le acque dolci in continuo movimento dei fiumi che offrono una grande quantità di habitat diversi.

### Isole e Laghi -Islands and Lakes
Le vasche di questa area sono dedicato agli animali che popolano le isole e i laghi che sono per la loro conformazione contenitori naturali di molte specie autoctone.

### Acque Locali -Local waters

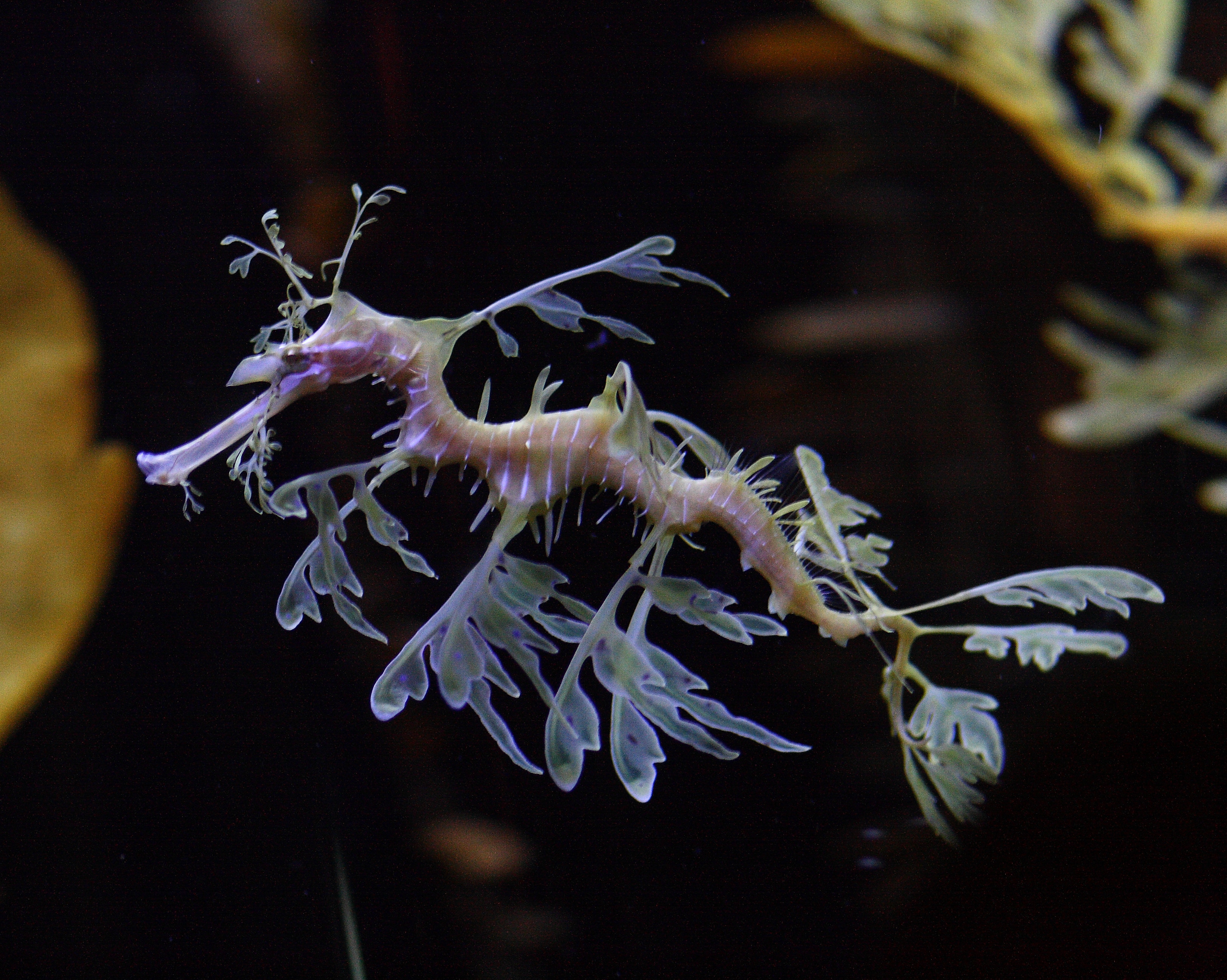
Dragone foglia

Nelle vasche di questa area dell'acquario sono esposte specie di mammiferi, pesci e rettili, provenienti dalla regione dei grandi laghi e del fiume Mississippi. Qui tra gli altri è esposto un esemplare di tartaruga alligatore e di lontra.

### Oceani -Oceans
In questa sezione sono ospitate specie animali pervenienti da tutti gli oceani del mondo. Qui vi sono anche delle vasche ospitanti una colonia di hippocampus e di dragone foglia.

### Amazonia -Amazon Rising
Questa grande area, 800 m², è dedicata alla fauna tipica della foresta amazzonica, qui è infatti possibile osservare esemplari di piranha, serpenti, rane, alligatori, tartarughe, anatre e anche una piccola colonia di scimmie.

### Reef Caraibico -Caribbean Reef
Questa vasca, situata al centro dell'acquario, venne costruita nel 1971 e contiene 340 000 litri d'acqua marina. Oltre a molti animali tipici della barriera corallina caraibica, tra cui una tartaruga marina, spesso vi è un sub che interagisce con gli animali presenti in questa vasca.

### Reef Filippino -Wild Reef

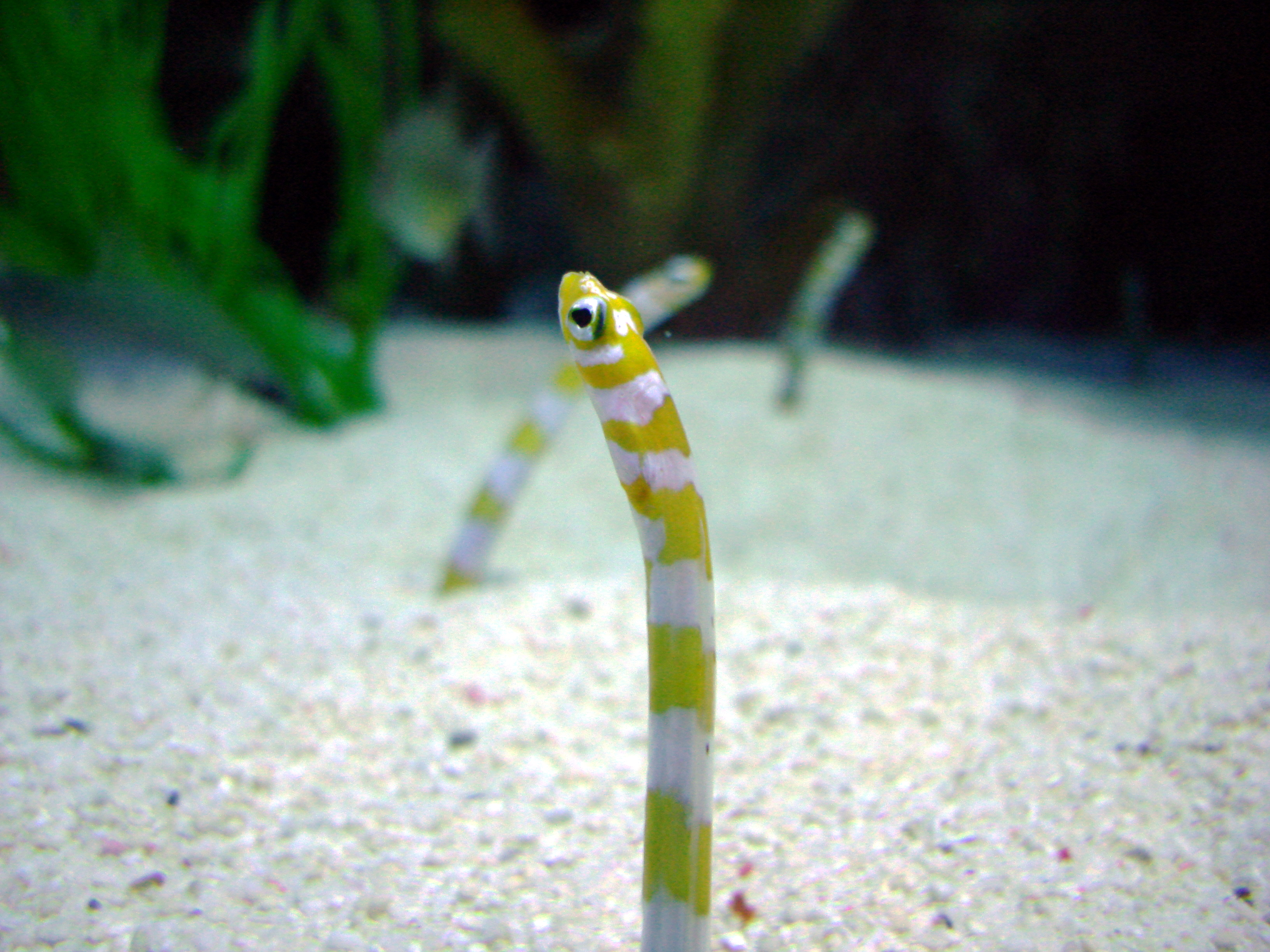
esemplare di Gorgasia preclara

Questa sezione raggiungibile solo con l'ascensore riproduce l'ambiente tipico della barriera corallina del mare delle filippine. Inaugurata nel 2003 ospita una grande colonia di squali ospitata nella vasca centrale che contiene circa 1'500'000 litri d'acqua e ha vetrate ricurve alte quasi 4 metri. Qui vi è anche una serie di vasche dove vengono coltivati coralli, in un'ottica di conservazione della fauna marina.

### Mammiferi Marini -Oceanarium
Questa grandissima area, disposta su due piani, ospita i mammiferi acquatici come i beluga, i delfini, un leone marino e una lontra marina. Oltre ai mammiferi marini qui è presente anche una colonia di Pinguini. Qui immersa in una foresta ricostruita vi è un anfiteatro che permette ai visitatore di assistere ai vari spettacoli che l'acquario propone.

### Mostre temporanee
Lo Shedd Aquarium ospita spesso mostre temporanee che si possono visitare con un piccolo aumento sul biglietto.

#### Le Meduse -Jellies
Dal 2011 al 2013 la mostra temporanea è dedicata alle meduse, qui oltre al ciclo vitale delle meduse sono esposte diverse specie: Medusa quadrifoglio, Chrysaora quinquecirrha, Catostylus mosaicus, Phacellophora camtschatica, Chrysaora melanaster, Cyanea capillata, Chrysaora colorata, Mastigias papua e Cassiopea.